# موش‌های دم‌چهارخانه‌ای بزرگ
موش‌های دم‌چهارخانه‌ای بزرگ (نام علمی: Mammelomys) نام یک سرده از زیرخانواده نیاموشان است.